# Binnenvaart

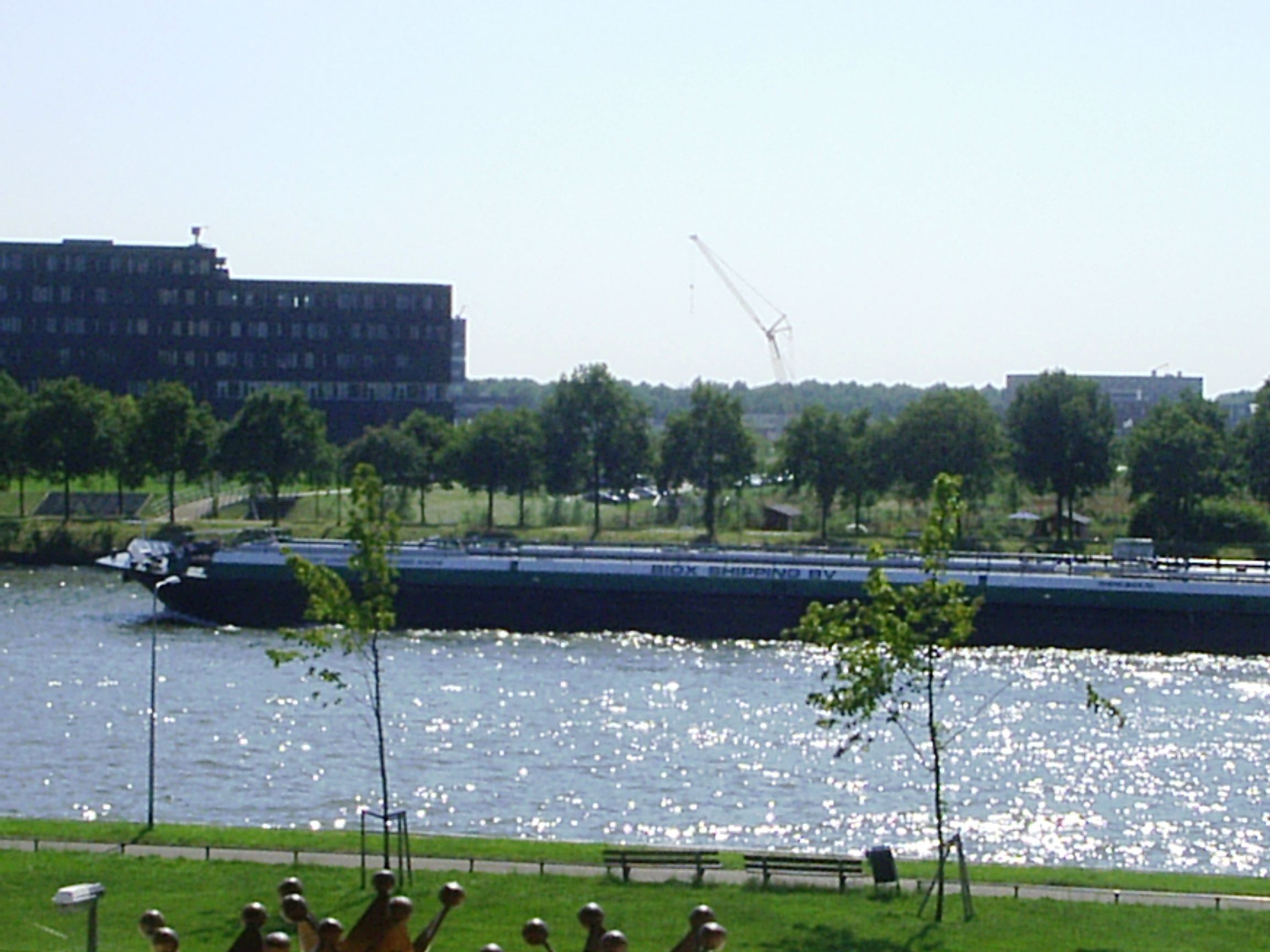
Binnenvaartschip op het Amsterdam-Rijnkanaal in Utrecht (2007).

De binnenvaart is een professionele bedrijfstak in het vervoer en vormt een belangrijke schakel in de logistiek van die landen, waar zich bevaarbare waterwegen bevinden. Goederen en personen worden over het water binnen de kustlijn vervoerd met binnenschepen. Bovendien wordt met versterkte binnenschepen met vracht buitenom, dat wil zeggen over de Noordzee, gevaren in kustvaart. Tot de binnenvaart wordt ook de bruine vloot gerekend, die in charter passagiers vaart met historische bedrijfsvaartuigen.
De binnenvaart neemt 5% van het goederenvervoer voor haar rekening; 75% gaat over de weg en de rest gaat door pijpleidingen en over het spoor.

## Geschiedenis

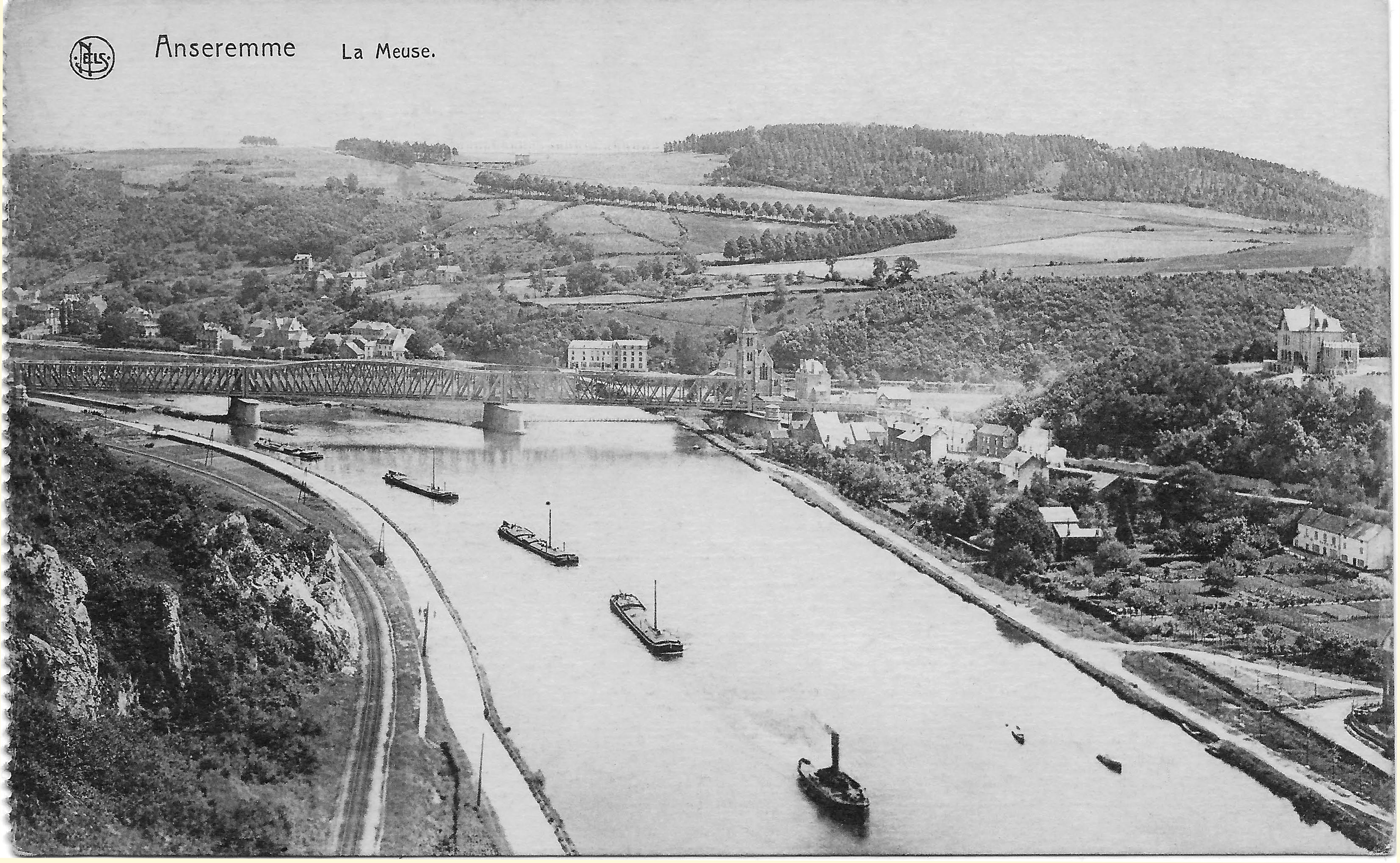
Een sleepboot die een reeks van binnenvaartschepen trekt tegen de stroom in bij Anseremme (circa 1905)

De geschiedenis van de binnenscheepvaart in de lage landen bij de zee is even oud als die van de landen zelf. Vervoer over langere afstanden was economisch niet anders mogelijk dan met een vlot of per binnenschip. Ook in Nederland en België zijn voor dit doel de rivieren beter geschikt gemaakt voor de trekvaart en zijn er veel kanalen gegraven, die de economie sterk hebben gestimuleerd. 
Omdat in de middeleeuwen vervoer over zee nog gevaarlijk was, was de binnenvaart een belangrijk alternatief. Door het Graafschap Holland was een belangrijke vaarroute, die Vlaanderen verbond met de Zuiderzee en Waddenzee. De Graaf van Holland verleende in de 13e eeuw het tolrecht aan Gouda en Haarlem. Door Holland kwam een voorgeschreven vaarroute die bij Gouda begon en vervolgens via Gouwe, Oude Rijn, Leiden naar Haarlem en Spaarndam voerde. Bij Spaarndam voeren de boten het IJ op en zo naar Amsterdam en verder. Bij Gouda en Spaarndam werd de tol geheven ten gunste van de graaf en de Staten van Holland. Dit was de enige voorgeschreven vaarroute in Holland voor interlokaal verkeer. Deze situatie zou zo blijven tot in de Napoleontische tijd.   
Vanaf ongeveer 1800 waren Napoleon en koning Willem I bekende voorstanders, die beiden veel graafwerk in gang hebben gezet. De schepen werden eeuwenlang aangedreven door de wind, of getrokken door paarden en soms met menskracht. In de 19e eeuw kwamen er steeds meer stoomboten voor vracht en passagiersvervoer. Op de grote rivieren werden vrachtschepen getrokken door stoomsleepboten, sommige stevelden als ze stroomafwaarts voeren. De vroegere sleepschippen waren uitgerust met een groot roer, zodat het schip zonder motor en schroef ook gestuurd kon worden bij zeer lage snelheid. Pas in de late twintigste eeuw werden de vrachtschepen uitgerust met dieselmotoren en waren sleepboten niet meer nodig op de grote rivieren. De meeste lading werd verkregen door onderhandeling en later, tot de afschaffing van de evenredige vrachtverdeling in 1998,  door middel van de schippersbeurs. Met de verdere ontwikkeling van de binnenvaart kwamen ook steeds meer grote rederijen op.

## Binnenschepen

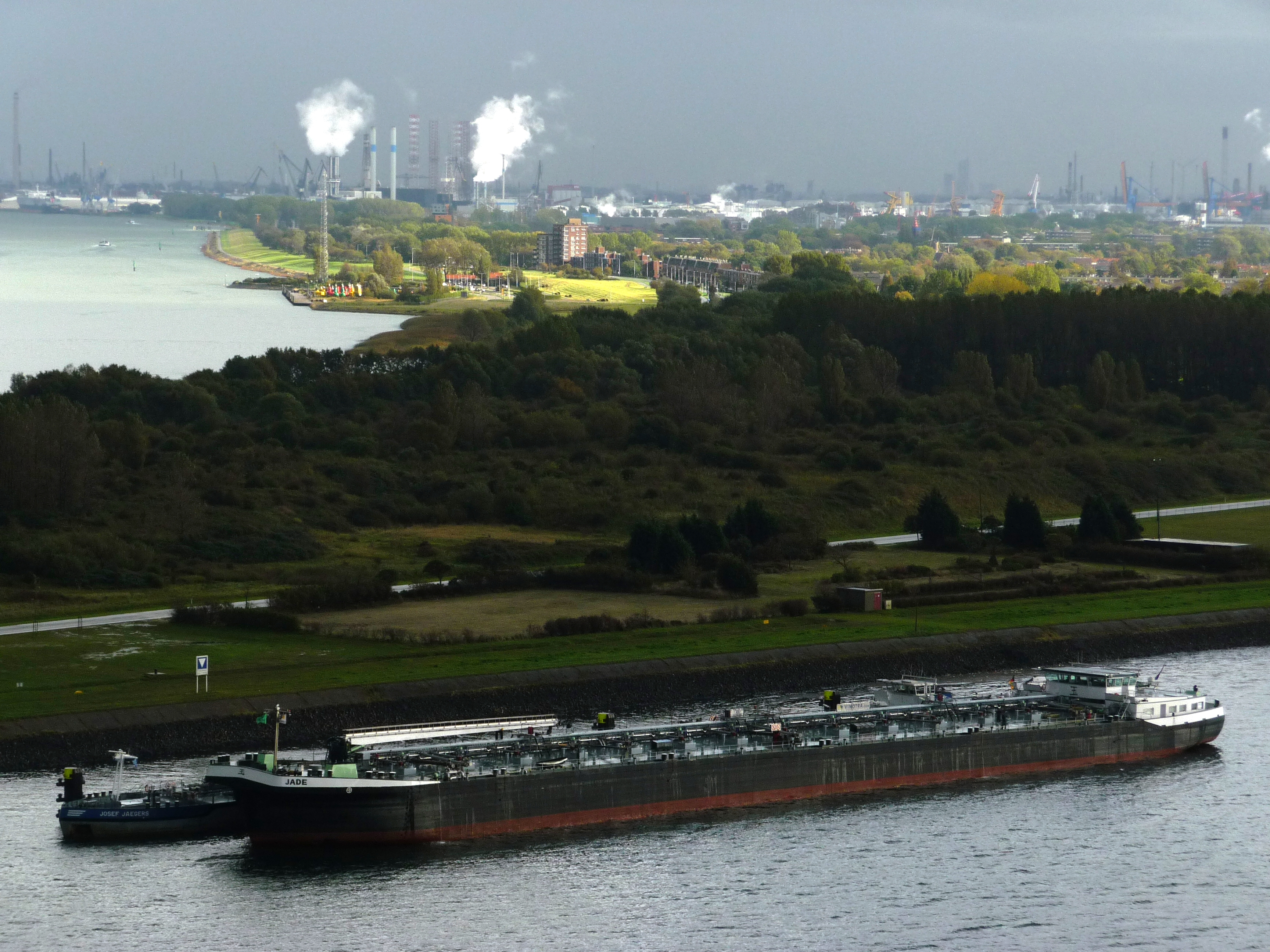
Binnenvaarttanker Jade in het Calandkanaal (2010).

Binnenschepen worden gebouwd volgens CEMT-klasse, dit is een indeling naar afmetingen van vaarwegen in West-Europa. De klasse-indeling is bepaald door de Conférence Européenne des Ministres de Transport (vandaar de term CEMT-klasse). Van oudsher worden de schepen in de binnenvaart getypeerd naar de maximale afmetingen op een bepaalde vaarweg:
- Spits (CEMT-klasse I)
- Kempenaar (CEMT-klasse II)
- Dortmund-Eemskanaalschip (CEMT-klasse III)
- Rijn-Hernekanaalschip (CEMT-klasse IV)

## Milieu

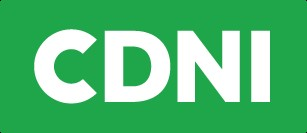
Het verdrag inzake de verzameling, afgifte en inname van afval in de Rijn- en binnenvaart

Binnenschepen staan bekend om hun milieuvriendelijkheid. In vergelijking met andere transportmodi veroorzaken ze minder congestie en lawaaihinder. Doordat ze per ton-kilometer minder brandstof verbruiken, is ook de uitstoot van koolstofdioxide lager. Het precieze brandstofverbruik van binnenschepen is echter slecht gekend.

Tot het begin van deze eeuw bestonden er voor de motoren van binnenschepen, in tegenstelling tot het wegtransport, geen eisen voor de uitstoot van schadelijke stoffen. Door het gebrek aan regulering ontstonden er voor de emissies van binnenvaart twee parallelle initiatieven om standaarden op te stellen. Die initiatieven kwamen van de Centrale Commissie voor de Rijnvaart (CCR) en de Europese Commissie. De normen opgesteld door de CCR gelden in de Rijnoeverstaten en ook in België. De CCR-1 norm, is van kracht sinds 1 januari 2003 en geldt enkel voor nieuwe motoren. Strengere CCR-2 normen zijn voorzien voor 2008.
De normen opgesteld door de Europese Commissie zijn er gekomen onder andere in navolging van de initiatieven genomen door de CCR. Het betreft een amendering van richtlijn 97/68/EG. De beide normen zijn niet geheel gelijklopend. Daar waar de CCR een onderscheid maakt naar vermogen, wordt door Europa een onderscheid gemaakt naar cilinderinhoud. Totdat beide normen samenvallen, kan de motorconstructeur kiezen volgens welke van beide richtlijnen de motor gecertificeerd wordt.
Men verwacht dat het verbruik en de uitstoot van luchtvervuiling door de binnenvaart per ton-kilometer verder is afgenomen in de periode 1990-2010. Het milieuvoordeel dat voor 1990 nog bestond ten opzichte van vrachtwagens is echter sterk afgenomen. Niettemin blijft echter een duidelijk milieuvoordeel bestaan voor de binnenvaart.
Ook het ontgassen van binnenvaarttankers wordt aangepakt. Hoewel het varend ontgassen in het verleden acceptabel geacht werd, zijn rond 2013 initiatieven genomen om tot een verbod te komen. Reden was niet dat plotseling een acuut gevaar voor de volksgezondheid was ontstaan, maar het feit dat het bij het ontgassen in bepaalde gevallen gaat om stoffen die niet in het milieu thuishoren.

Het Verdrag inzake de verzameling, afgifte en inname van afval in de Rijn- en binnenvaart (CDNI) is een internationaal akkoord dat is ondertekend en geratificeerd door zes landen in Europa: de Bondsrepubliek Duitsland, het Koninkrijk België, de Franse Republiek, het Groothertogdom Luxemburg, de Zwitserse Bondsstaat en het Koninkrijk der Nederlanden. Deze landen hebben de bepalingen van het Verdrag goedgekeurd en in hun nationale wetgeving geïmplementeerd. Elke land heeft zijn eigen Nationaal Instituut. 
Het Verdrag is een belangrijke stap in de richting van duurzaamheid en milieubescherming in de binnenvaartsector, en het moedigt samenwerking aan tussen de deelnemende landen om deze doelstellingen te bereiken. Andere landen met vaarwegverbindingen naar deze verdragsluitende staten worden aangemoedigd om toe te treden tot het Verdrag en bij te dragen aan een schonere en veiligere binnenvaart. De "CDNI" SPE 3.0 is een grote stap voorwaarts in de wereld van de binnenvaart. Via het EPS-CDNI kan de verwijderingsbijdrage worden verrekend bij het bunkeren van accijnsvrije gasolie. De bijdrage wordt vastgesteld op basis van het geleverde volume accijnsvrije gasolie.

## Schippers
Schippers in de binnenvaart zijn varende ondernemers. Ze waren tot de 19e eeuw georganiseerd in schippersgilden. Van oudsher was de binnenvaart meestal een familiebedrijf. Het varen deden man en vrouw samen, eventueel met behulp van een matroos. In de huidige tijd neemt de bedrijfstijd toe en wordt er - zeker op de Rijn - met de voortgang der technische mogelijkheden steeds meer continu gevaren. Het familiebedrijf krijgt het daardoor moeilijker.
Twee derde van het aantal binnenschippers valt in de leeftijdscategorieën 40-49 en 50-59 en alle schippers samen hebben gemiddeld meer dan 25 jaar werkervaring. In bijna 90% van de gevallen is de schipper eigenaar van het schip en anno 2004 zat hij gemiddeld 243 dagen per jaar op het water. Twee derde werkt in de vrachtvaart.
Het onderwijs aan varende kinderen is geregeld in het Besluit trekkende bevolking WPO. De leerplicht is gelijk aan die voor kinderen aan de wal, wel is mogelijk gemaakt al eerder naar school te gaan. Van 3,5 tot omstreeks 7 jaar wordt het onderwijs verzorgd door een school voor varende kinderen, waaraan een internaat is verbonden. Ook vervolgonderwijs kan daar worden gegeven. Tot 7 jaar kan onderwijs ook aan boord worden gegeven door middel van afstandsonderwijs via internet of met behulp van speelwerkpakketten.
Het voortgezet onderwijs kan worden gevolgd aan scholen die hun opleiding op de branche hebben afgesteld. Daar kunnen de nodige binnenvaartdiploma's worden gehaald. Als daarna voldoende vaartijd wordt gemaakt kunnen langs die weg de benodigde vaarbewijzen worden gehaald.

## Vrachtvaart
Het vervoer van vracht wordt gebruikelijk verdeeld in vervoer van droge lading en vervoer van vloeistoffen: vrachtschepen en tankers. De markt voor deze schepen kent vaak een varkenscyclus. Tot vóór de kredietcrisis nam het vervoer sterk toe, tegen voor de schippers gunstige marktprijzen. Door de opening van de grenzen in Oost-Europa en de groei van de economie moet er zoveel over water vervoerd worden, dat er markt was voor nieuwe binnenschepen.

In de afgelopen jaren werden zo in hoog tempo - soms meerdere schepen per week - binnenschepen aan de vloot toegevoegd. Veel schippers maakten de afweging hun oude, relatief kleine, schip (zeg onder de 1000 ton) in te ruilen voor nieuwbouw. Tijdens en na de crisis was het echter niet mogelijk de prijs van het vervoer op peil te houden en bekend is dat er regelmatig onder de kostprijs moest worden gevaren. Er is (nog) geen saneringsregeling voor de oude schepen.

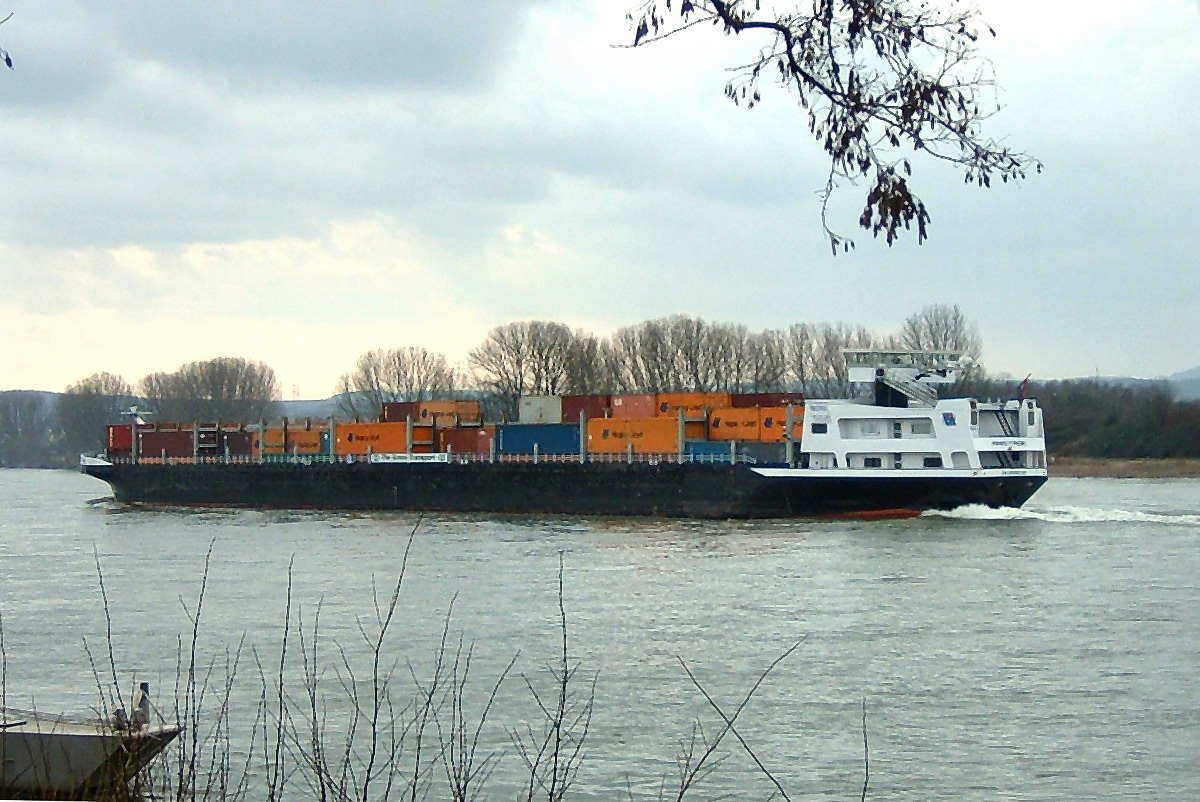
De Amistade, anno 2010 de grootste maat binnenschip
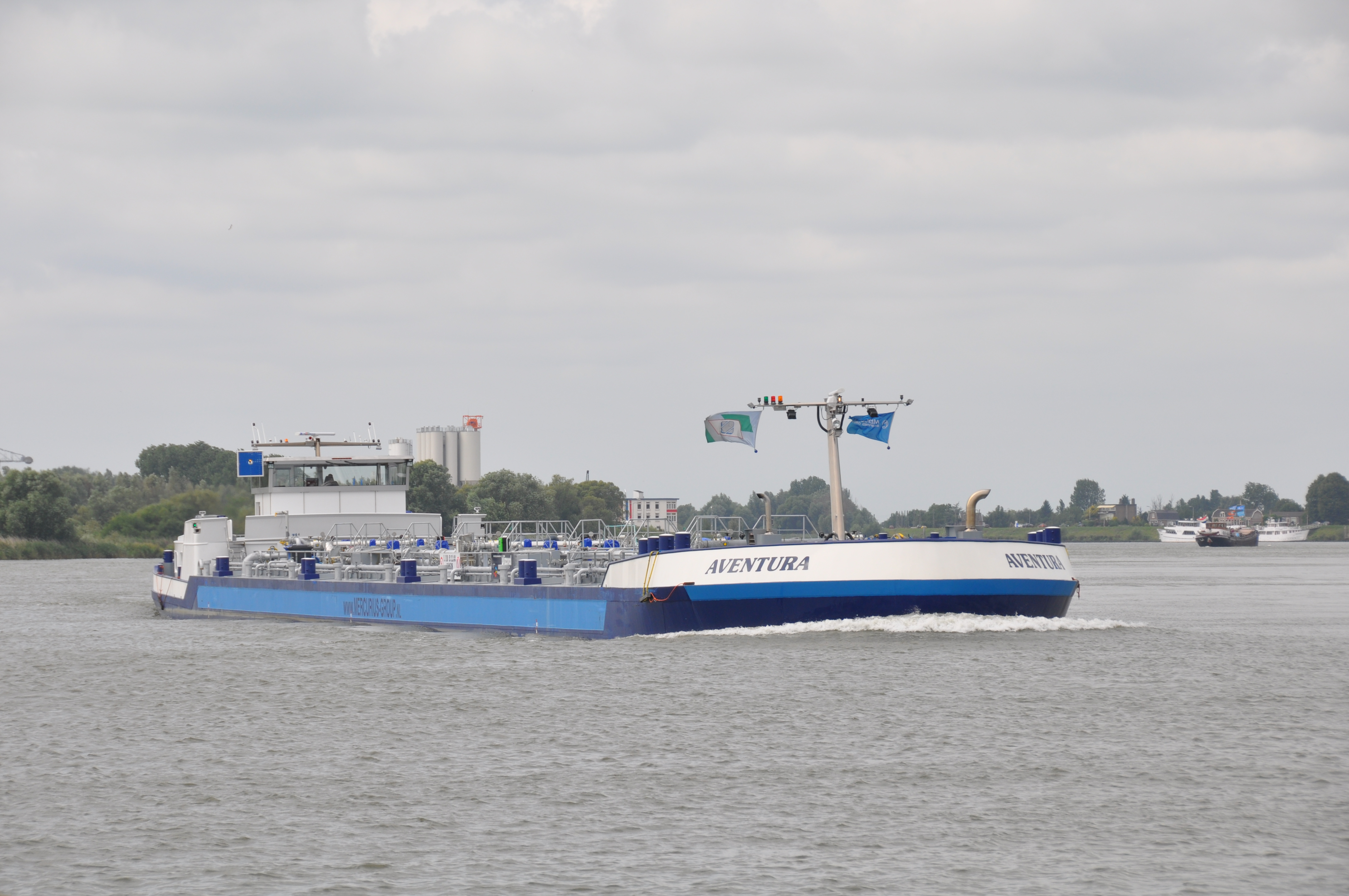
De Aventura, een binnenvaarttanker, getuige het blauwe bord aan de verkeerde wal
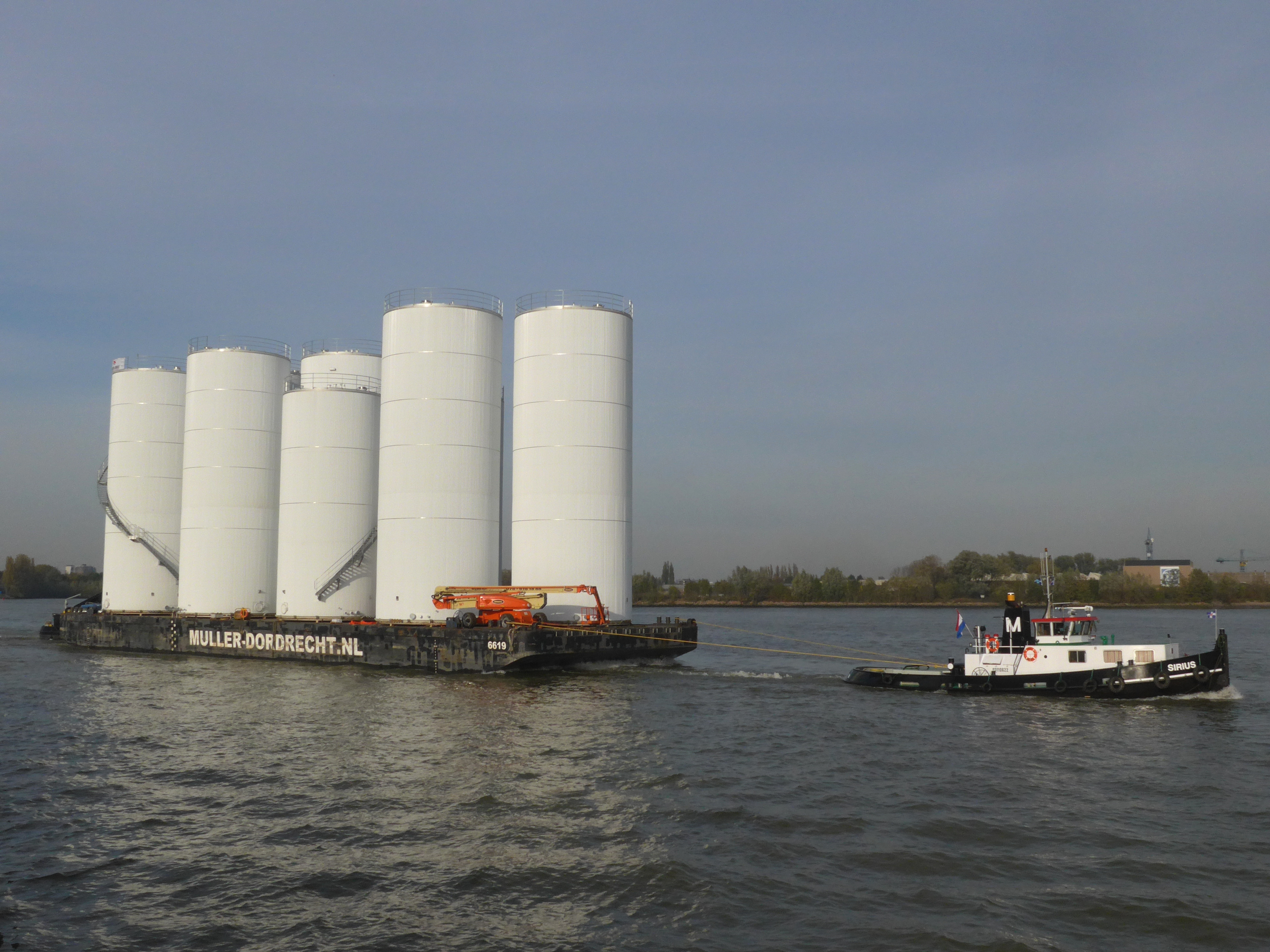
Bijzonder transport opslagtanks over water

### Droge lading
De techniek maakt het mogelijk steeds grotere eenheden te bouwen. In 1998 kwamen de 135 meter lange "Jowi" en "Amistade" in de vaart, die een capaciteit hebben van 470 TEU wanneer 5 hoog geladen.

### Tankvaart
De nieuwbouwgolf in de tankvaart werd versterkt doordat oliemaatschappij BP niet langer toestond dat haar producten door enkelwandige tankers worden vervoerd. Dit voorbeeld werd door veel andere maatschappijen gevolgd. Tankers worden nu dubbelwandig gebouwd.

## Passagiersvervoer

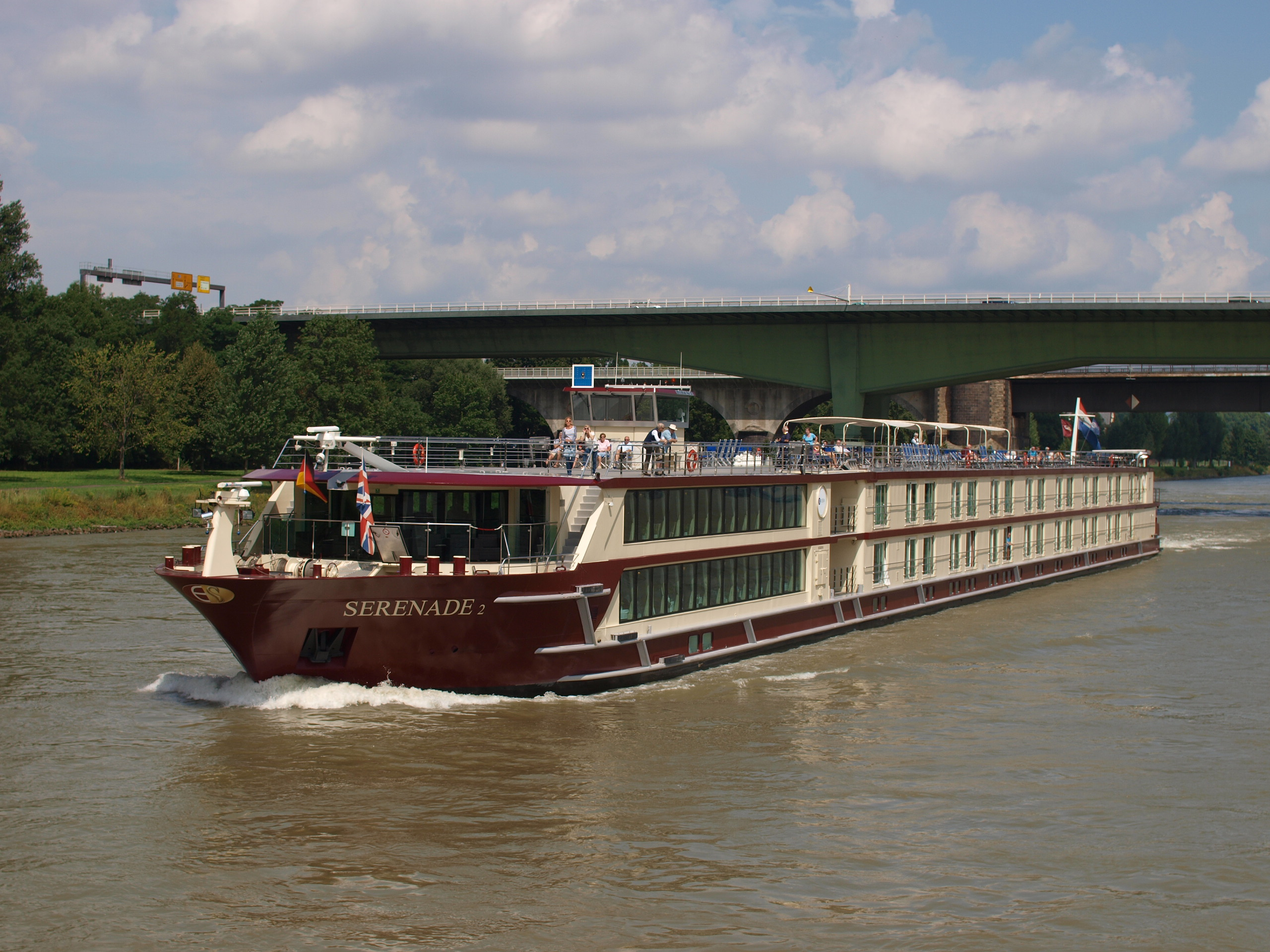
Cruisevaart op de Rijn

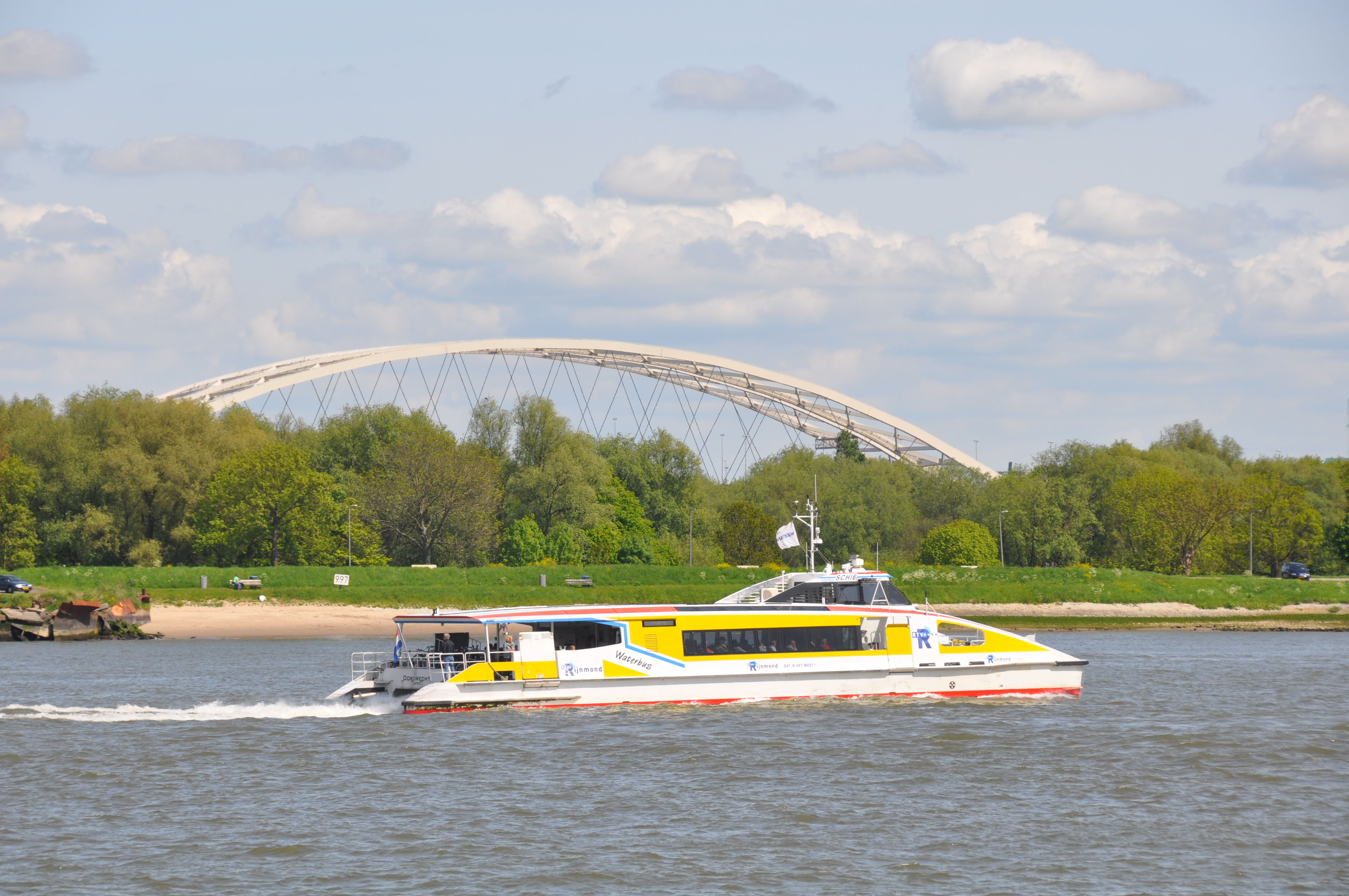
De Waterbus in Rotterdam

Het cruisetoerisme met luxe passagiersschepen op de Europese binnenwateren neemt weer toe. Ook aan die vloot worden veel nieuwe eenheden toegevoegd. Het werkt bepaald niet tegen deze markt dat de grenzen naar Oost-Europa open zijn gegaan. Cruisen over de rivieren en kanalen door het binnenland is mogelijk van de Noordzee tot de Zwarte Zee over de Rijn en de Donau. In het geval van de korte toeristische diensten (enkele uren) spreekt men van rondvaart in plaats van cruise.
Passagiersvervoer in lijndiensten neemt ook steeds meer toe, omdat dit Openbaar vervoer te water vaak wordt uitgevoerd met snelle schepen als Waterbussen tussen Rotterdam, Dordrecht, Zwijndrecht, Papendrecht en Gorinchem en op het Noordzeekanaal. Watertaxi's (in Rusland en andere landen 'watertrams' genoemd) worden vaak ingezet als openbaar vervoermiddel in riviersteden en de buitenwijken daarvan.

## Organisaties
Enkele Nederlandse organisaties met betrekking tot de binnenvaart zijn gevestigd geweest in een gebouw Het Vasteland (Binnenvaarthuis) aan de straat het Vasteland in het Scheepvaartkwartier in Rotterdam. De Nederlandse vloot is met ruim 6500 schepen de grootste vloot van de Europese binnenvaartsector bestaande uit schepen voor de drogeladingvaart, tankvaart, sleep/ duwvaart en passagiersvaart. Deze vloot heeft 7,4 miljoen ton aan laadvermogen en is de modernste vloot van Europa. De Nederlandse binnenvaartsector omvat ongeveer 15.000 banen.

## Concurrentie
De grootste concurrent van de binnenvaart is het wegvervoer. Om de verhoudingen weer te geven: In 2002 werd 43% van alle Nederlandse binnengaatse tonkilometers door de binnenvaart vervoerd. Het wegvervoer nam 47% tonkilometers voor zijn rekening en het spoorwegvervoer 4%. Het marktaandeel in het Nederlandse goederenvervoer anno 2010 is 26,5%, gerekend met het kleinste schip van 362 ton en het grootste binnenvaartschip van 16.000 ton.

## Ontwikkelingen
De ontwikkeling staat niet stil. In 2008 waren er sinds 2000 volgens de IVR in West-Europa 1077 nieuwe binnenvaartschepen in de vaart gekomen:
- 575 schepen voor droge lading
- 286 tankers
- 125 passagiersschepen.

Ook de techniek maakt steeds meer mogelijk. River information services zijn informatiesystemen, waarmee de informatiestromen door hele transportketen worden geautomatiseerd. Als een container in een Europese haven wordt aangevoerd en op een binnenschip overgeslagen, kunnen de gegevens van deze container met het schip meereizen, zonder dat de schipper met een bundel papieren bij elke sluis of grens naar een walkantoor moet. Onderweg weten de mensen op de verkeersposten welke lading passeert. Dat is van groot belang voor de calamiteitenbestrijding.
Per 1 april 2008 werd de meldplicht voor doelgroepschepen uitgebreid. Dat wil zeggen dat nog meer schepen zich per marifoon moeten melden bij de verkeerspost, als ze het blokgebied binnenvaren. Daarmee wordt de verkeersveiligheid te water verder vergroot. Voormelding kan al elektronisch met BICS, dat de gegevens levert aan IVS90, de databank van Rijkswaterstaat. Doordat in het buitenland de systemen nog niet allemaal geschikt gemaakt zijn en de organisatie nog niet klopt, is de uitbreiding voorlopig opgeschort.
In 2010 werd door middel van een subsidieregeling, mede gefinancierd door Europa, een aanzet gegeven voor de invoering van een Automatic Identification System voor alle schepen van 20 meter en langer. Met deze Inland-AIS transponders wordt beoogd de veiligheid op het water te vergroten. Schepen kunnen nu met deze apparatuur elkaars naam en afmetingen zien, hetgeen de communicatie via de marifoon eenvoudiger maakt.

## De vloot

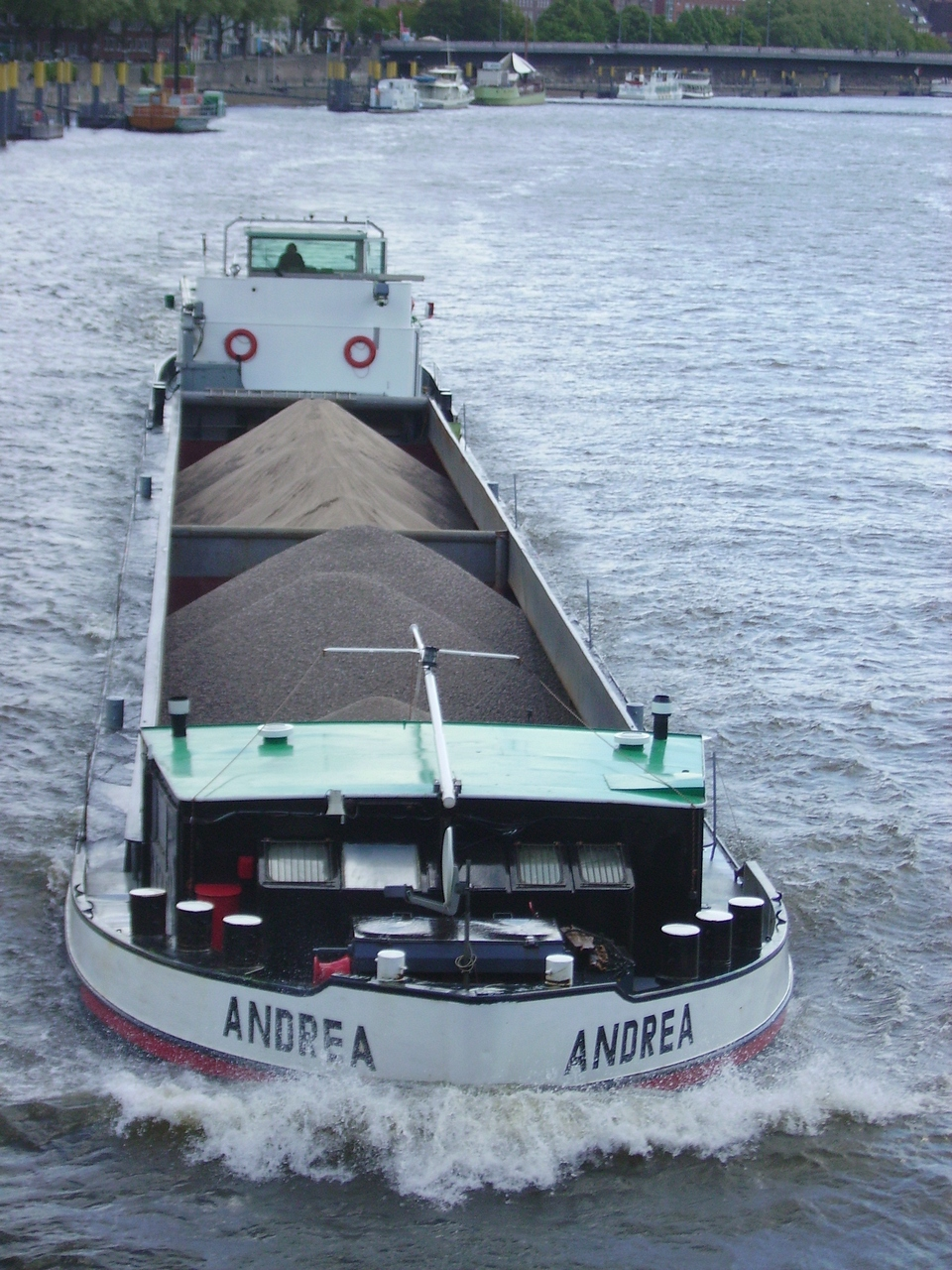
Binnenvaartschip op de Weser bij Bremen (2009)

Volgens het Bureau Voorlichting Binnenvaart telt anno 2013 de Nederlandse vloot 7547 binnenschepen, met een gezamenlijke capaciteit van 8,8 miljoen ton:
- 3993 motorvrachtschepen
- 1135 vrachtduwbakken
- 1240 motortankschepen
- 649 duwboten
- 479 sleepduwboten
- 51 tankduwbakken

en daarbij zijn de historische vaartuigen, de binnenschepen uit de beroepsvaart die tegenwoordig recreatief worden gebruikt, nog niet meegerekend. 
Het IVR registreerde begin 2008 nog de hele West-Europese binnenvaartvloot met 11.594 vrachtschepen en 1796 duw- en sleepboten.
- In Nederland geregistreerd: 5226 vrachtschepen en 1064 duw- en sleepboten
- In Duitsland geregistreerd: 2925 vrachtschepen en 386 duw- en sleepboten.
- In België geregistreerd: 1795 vrachtschepen en 164 duw- en sleepboten
  - De Belgische vloot, toebehorend aan in België gevestigde ondernemers, was op eind 2009 samengesteld uit 1119 vaartuigen bestemd voor het vervoer van droge lading, die samen 1.524.409 ton kunnen vervoeren; 216 tankschepen voor in totaal 340.697 ton en 116 duwboten met een vermogen van 50.381 kW.[14]
- In Frankrijk geregistreerd: 1553 vrachtschepen 157 duw- en sleepboten.
  - De Voies Navigables de France (VNF) maakte bekend dat de Franse vloot in 2008 bestond uit 1372 schepen, waarvan 540 kleiner dan 400 ton (spitsen), 529 van 400 tot 1000 ton en 303 groter dan 1000 ton.[15]

Het gemiddelde draagvermogen van de West-Europese binnenvaartschepen is begin 2008 gegroeid naar 2600 ton in de droge ladingvaart en 3000 ton in de tankvaart.
Op 31 december 2022 bestond de vloot van binnenvaartondernemers gevestigd in België uit de volgende samenstelling:
- 920 vrachtschepen met een totale capaciteit van 1.644.508 ton droge lading;
- 141 tankschepen met een totale draagvermogen van 414.779 ton;
- 76 duwboten met een totale kracht van 40.630 kW.

Dit komt neer op een totaal van 1.137 binnenvaartschepen met een totale capaciteit van 2.063.010 ton en een totale kracht van 675.256 kW.
(Bron: FOD Mobiliteit en Vervoer - DG Scheepvaart - Binnenvaart - januari 2023)

### De vloot in de Rijnvaart
De onderstaande tabel geeft de stand van zaken per 7 februari 2006 van schepen ingeschreven in het register van binnenschepen in Europa van het IVR.
|                       | Totaal | Totaal     | Zwitserland | Zwitserland | Frankrijk | Frankrijk | Duitsland | Duitsland | Nederland | Nederland | België | België    | Luxemburg | Luxemburg |
| Vracht                |        |            |             |             |           |           |           |           |           |           |        |           |           |           |
| Soort schip           | Aantal | Ton        | Aantal      | Ton         | Aantal    | Ton       | Aantal    | Ton       | Aantal    | Ton       | Aantal | Ton       | Aantal    | Ton       |
| Vrachtschip           | 6515   | 6.334.614  | 18          | 35.369      | 968       | 483.768   | 1067      | 1.190.229 | 3174      | 3.490.911 | 1270   | 1.113.671 | 18        | 20.666    |
| Duwbak                | 2589   | 3.404.773  | 2           | 3236        | 488       | 502.201   | 979       | 816.871   | 882       | 1.598.753 | 238    | 483.712   | -         | -         |
| Lashbak               | 111    | 89.930     | -           | -           | -         | -         | 111       | 89.930    | -         | -         | -      | -         | -         | -         |
| Lichter               | 368    | 189.433    | 1           | 2037        | 1         | 410       | 244       | 77.366    | 119       | 105.657   | 3      | 3963      | -         | -         |
| Tanker                | 1568   | 1.997.293  | 35          | 67.831      | 37        | 43.158    | 414       | 486.803   | 787       | 990.824   | 276    | 370.674   | 19        | 38.003    |
| Tank duwbak           | 145    | 215.431    | 1           | -           | 58        | 79.440    | 34        | 44.858    | 43        | 73.582    | 7      | 9.107     | 2         | 8444      |
| Tank lichter          | 31     | 13.289     | -           | -           | -         | -         | 8         | 2983      | 18        | 5031      | 5      | 5275      | -         | -         |
| Totaal                | 11.327 | 12.244.763 | 57          | 108.473     | 1552      | 1.108.977 | 2857      | 2.709.040 | 5023      | 6.264.758 | 1799   | 1.986.402 | 39        | 67.113    |
| Duw- en/of sleepboten |        |            |             |             |           |           |           |           |           |           |        |           |           |           |
|                       | Aantal | kW         | Aantal      | kW          | Aantal    | kW        | Aantal    | kW        | Aantal    | kW        | Aantal | kW        | Aantal    | kW        |
| Duwboot               | 566    | 264.666    | 2           | 2736        | 146       | 57.848    | 184       | 45.621    | 157       | 112.994   | 64     | 31.998    | 13        | 13.469    |
| Sleepboot             | 713    | 213.532    | 1           | 368         | 11        | 2277      | 114       | 13.352    | 502       | 117.605   | 84     | 79.632    | 1         | 298       |
| Sleep- en duwboot     | 581    | 171.956    | 4           | 1384        | -         | -         | 86        | 17.142    | 378       | 122.711   | 108    | 28.435    | 5         | 2284      |
| Totaal                | 1860   | 650.154    | 7           | 4488        | 157       | 60.125    | 384       | 76.115    | 1037      | 353.310   | 256    | 140.065   | 19        | 16.051    |
| Overige schepen       |        |            |             |             |           |           |           |           |           |           |        |           |           |           |
| Cruiseschip           | 1353   | 1353       | 44          | 44          | 1         | 1         | 727       | 727       | 549       | 549       | 25     | 25        | 7         | 7         |
| Andere                | 2585   | 2585       | 21          | 21          | 2         | 2         | 182       | 182       | 2248      | 2248      | 127    | 127       | 5         | 5         |

## Regelgeving
Er is een scala aan regelgeving voor de binnenvaart. Meestal gekoppeld aan de vaarweg, omdat er overal andere omstandigheden zijn, zoals de aanwezigheid van zowel zeevaart als binnenvaart, alsook de plaatselijke omstandigheden als veel of weinig stroming. De veruit belangrijkste reglementen zijn op elkaar afgestemd, zoals in Nederland het Binnenvaartpolitiereglement en voor het varen op de Rijn het Rijnvaartpolitiereglement, het ROSR en het ADNR. In België geldt sinds 2020 het Belgisch Scheepvaartwetboek en voorts de Wet van 5 juli 2018 betreffende de pleziervaart, in opvolging onder meer van het Algemeen Reglement der Scheepvaartwegen van het Koninkrijk. Voor een groot deel van Europa geldt de Europese standaard tot vaststelling van de technische voorschriften voor binnenschepen, de ES-TRIN. Schepen van 20 meter en langer worden daarin samen met schepen met een blokvolume van 100 m3 en meer net als in de politiereglementen gezien als grote schepen. Voor kleinere schepen gelden in de ES-TRIN andere voorschriften. Zie ook de artikelen in de categorie Scheepvaartregelgeving.